# 홍계일
홍계일(1942년 3월 7일~)은 대한민국의 성우이고, 연극과 TV 시리즈의 배우로도 활약했다. 1963년에는 DBS에 성우로 입사했으며, 이후 언론통폐합으로 인해 현재는, KBS 6기로 분류된다. 한국방송 성우극회 소속.

## 주요 출연 작품

### CF
- 현대자동차 쏘나타 3
- 현대자동차 다이너스티
- 롯데햄우유 롯데정통햄
- 대동주택
- 갤럭시 에스빠스 외 다수

### 드라마
- 조선왕조 500년 제1화 추동궁마마 (MBC) - 고려 수문하시중 지낸, 포은 정몽주(당시 이성계 역 : 김무생 님 / 이방원 역 : 이정길 님)
- 조선왕조 500년 제5화 임진왜란 (MBC) - 권율
- 조선왕조 500년 제8화 인현왕후 (MBC) - 우암 송시열
- 조선왕조 500년 제9화 한중록  (MBC) - 영의정 지낸, 영상 대감 신만(영조와 사돈 간임)
- 조선왕조 500년 제11화 대원군 (MBC) - 영상 대감 정원용
- 거인 (MBC) - 주혁진
- 제5열 (MBC)
- 천사의 선택 (MBC)
- 제4공화국 (MBC) - 이희성 육참총장
- 찬란한 여명 (KBS1) - 도인 함 도사 외 다수

### 라디오
- 홈런 출발 (MBC 표준FM)